# Kivi Talu
Kivi Talu, česky lze přeložit jako Kamenná farma, je kemp a autokemping, na území obce Aaviku v seniorátu Rae v kraji Harjumaa v severním Estonsku. Nachází se u vesnice Jüri a to jihovýchodně od Tallinnu.

## Další informace
Kivi Talu je rodinný podnik, který se rozkládá na pozemku plochy 3,7 ha v nadmořské výšce 35 m a nabízí velkou zelenou plochu pro stany, karavany či autokaravany. Kemp získal několik ocenění. V kempu se nachází poměrně velké množství bludných balvanů dopravených sem zaniklým ledovcem z Finska v době ledové. Je výhodně situován blízko Tallinnu a umístěn v přírodě. Nabízí také sauny, jezírko, ubytování v budovách, sportoviště aj. Kemp, krerý byl postaven v roce 2002, je provozován celoročně.

## Galerie

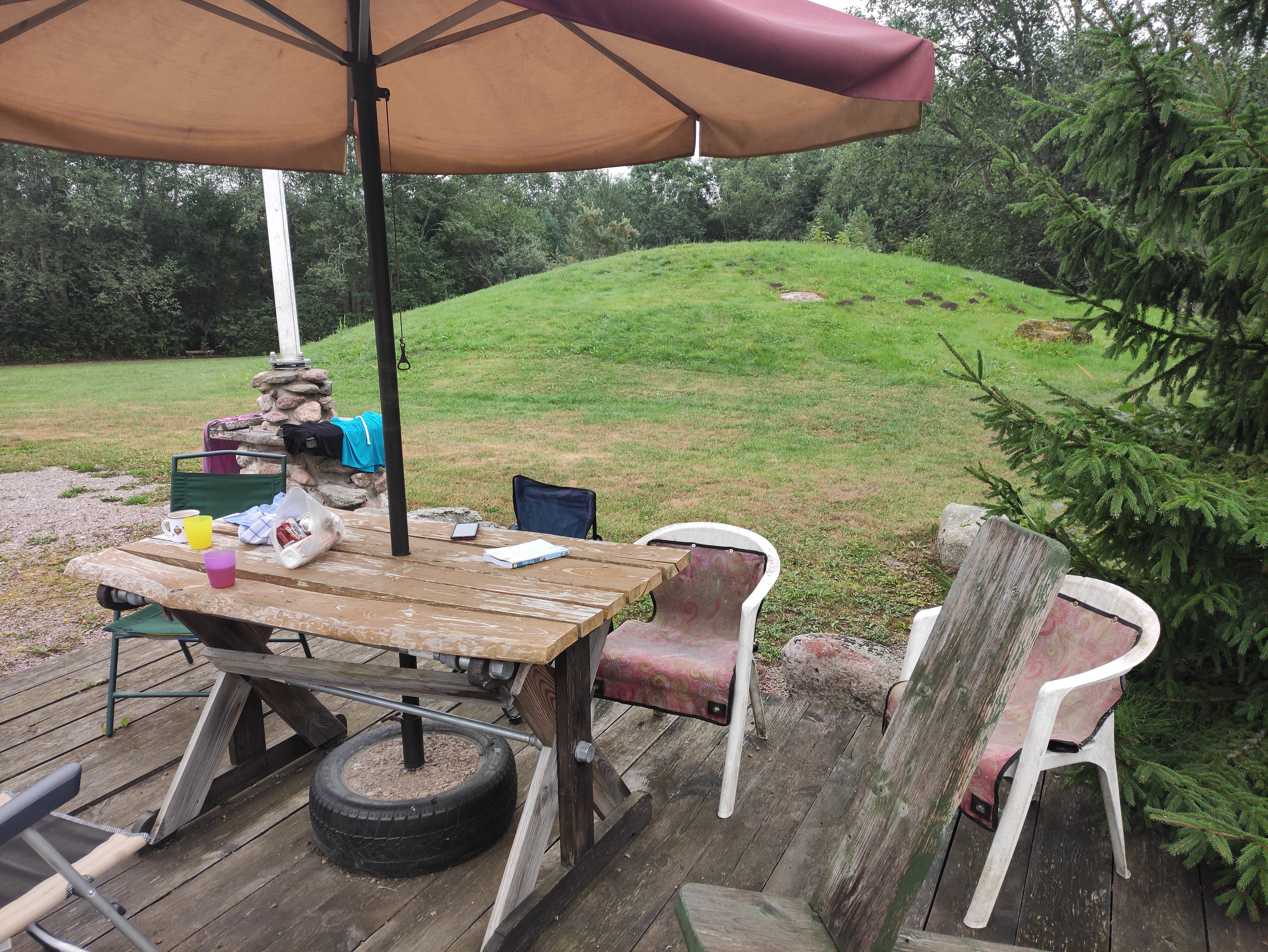
Uvnitř kempu
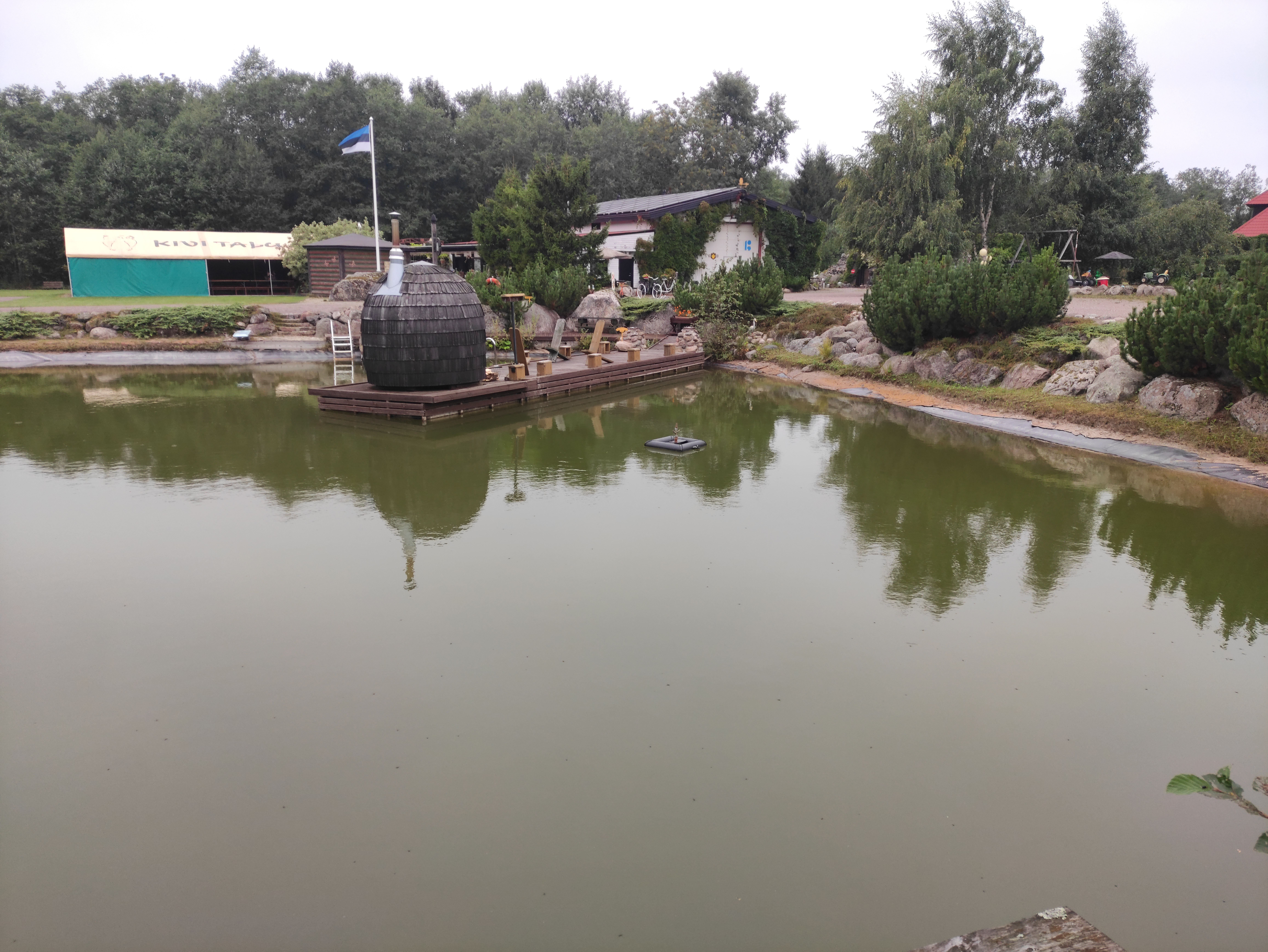
Jezírko se saunou